# Schnuckenack Reinhardt
Franz « Schnuckenack » Reinhardt, né le 17 février 1921 à Weinsheim et mort 15 avril 2006 à Heidelberg, est un musicien de jazz violoniste, compositeur et interprète. Il est considéré comme un « grand violoniste virtuose de la musique manouche ». Sa musique a surtout été publiée et classée sous les noms contemporains de jazz manouche ou « musique de gitans allemands ». Il est le cousin du guitariste Django Reinhardt,.

## Discographie
- Musik deutscher Zigeuner - Schnuckenack-Reinhardt-Quintett, vol. 1 1969
- Musik deutscher Zigeuner - Schnuckenack-Reinhardt-Quintett, vol. 2  1969
- Musik deutscher Zigeuner - Schnuckenack-Reinhardt-Quintett, vol. 3  1970
- Musik deutscher Zigeuner - Schnuckenack-Reinhardt-Quintett, vol. 4  1972
- Musik deutscher Zigeuner - Schnuckenack Reinhardt- Das neue Quintett, 1973
- Schnuckenack-Reinhardt-Quintet<!—würklich bloß mit een t!-->1973
- Schnuckenack-Reinhardt-Quintet<!—bloß mit een  t, Cover up engelsch!--> – Swing Session (LP Intercord, 1975)
- Schnuckenack Reinhardt – Starportrait (CD, 1989)
- Musik deutscher Zigeuner, vol. 1–8 (CDs, 1996)[4]